# Цедри-Великі (гміна)
Гміна Цедри-Вельке (пол. Gmina Cedry Wielkie) — сільська гміна у північній Польщі. Належить до Ґданського повіту Поморського воєводства.
Станом на 31 грудня 2011 у гміні проживало 6788 осіб.

## Територія
Згідно з даними за 2007 рік площа гміни становила 124.28 км², у тому числі:
- орні землі: 82.00%
- ліси: 0.00%

Таким чином, площа гміни становить 15.67% площі повіту.

## Населення
Станом на 31 грудня 2011:
| Опис     | Загалом | Загалом | Чоловіки | Чоловіки | Жінки | Жінки |
| -------- | ------- | ------- | -------- | -------- | ----- | ----- |
| одиниця  | осіб    | %       | осіб     | %        | осіб  | %     |
| все      | 6788    | 100     | 3374     | 49.71    | 3414  | 50.29 |
| міське   | 0       | 100     | 0        |          | 0     |       |
| сільське | 6788    | 100     | 3374     | 49.71    | 3414  | 50.29 |

## Сусідні гміни
Гміна Цедри-Вельке межує з такими гмінами: Осташево, Прущ-Ґданський, Стеґна, Сухий Домб.